# Ibiraçu
Ibiraçu là một đô thị thuộc bang Espírito Santo, Brasil. Đô thị này có diện tích 199,824 km², dân số năm 2007 là 10192 người, mật độ 51 người/km².